# Międzynarodowa Unia Matematyczna
Międzynarodowa Unia Matematyczna (ang. International Mathematical Union, IMU) – elitarna korporacja stowarzyszeń matematycznych, założona w 1950 roku w Nowym Jorku. Działalność rozwija głównie w celu współpracy przy organizowaniu kongresów międzynarodowych i przyznawaniu międzynarodowych wyróżnień (medal Fieldsa), a także organizowaniu ważniejszych sympozjów specjalistycznych i sprowadzaniu wybitnych wykładowców do różnych krajów. Władze Międzynarodowej Unii Matematycznej stanowi Komitet Wykonawczy wybierany co cztery lata przez Zgromadzenie Ogólne. Do Organizacji należy ponad 60 krajowych stowarzyszeń, każde z określoną liczbą głosów (np. Polska ma obecnie 3 głosy, USA i Rosja po 5 głosów). Jedną z najważniejszych agend Międzynarodowej Unii Matematycznej jest Międzynarodowa Komisja Nauczania Matematyki.
Pierwszy kongres miał miejsce w Zurychu w 1897 roku i wzięło w nim udział 208 uczonych był on jednak poprzedzony zorganizowanym w 1893 w Chicago Kongresem Matematyczno-Astronomicznym w którym uczestniczyło 45 delegatów. Do roku 1936 kongresy organizowano bardzo regularnie niemal dokładnie co cztery lata ("wypadł" z powodu I wojny światowej kongres zaplanowany na rok 1916). Liczba uczestników przekroczyła w tym okresie 800, wzrosła zatem blisko czterokrotnie, co oddaje wzrost autorytetu międzynarodowego zarówno samej Unii, jak i Kongresów.
Na wniosek Amerykanów odwołano kongres z roku 1940 i przyjęto zasadę, że następny odbędzie się dopiero wówczas, gdy wszystkie organizacje członkowskie Unii będą mogły swobodnie wziąć w nim udział. Taka sytuacja wystąpiła dopiero 10 lat później i kolejny kongres zorganizowano w roku 1950. Uczestników było już około 1700. Nie wzięli w nim udziału matematycy z tzw. krajów socjalistycznych: kontakty międzynarodowe były w ZSRR i krajach satelickich bardzo źle widziane, a przecież było to apogeum stalinizmu. W roku 1954, kiedy kongres obradował w Amsterdamie, sytuacja wróciła do normalności.